# Piksi
Piksi es un género extinto de pterosaurio que abarca a una única especie, Piksi barbarulna (que significa "ave grande con ulna extraña", del siksiká piksi, "ave grande" o más precisamente "pollo" y el latín barbarus "extraño, extranjero" + ulna). Vivió hace aproximadamente 75 millones de años en lo que ahora es Montana, Estados Unidos. Es conocido a partir de partes de un ala derecha – el húmero, la ulna y el radio – cuyos fósiles son alojados en el Museo de las Rocosas (bajo el número de catálogo MOR 1113). 
Los fósiles fueron hallados en 1991 por Gloria Siebrecht en la Reserva India de los Blackfeet, en la localidad TM-088 de Bob's Vacation Site en el Condado de Glacier. Fue recuperado de un antiguo estrato en la zona superior de la Formación Two Medicine, procediendo probablemente de un único individuo que murió en o cerca de una pequeña laguna. Fue descrito en 2002 por David J. Varricchio.

## Descripción y clasificación
Los huesos son fragmentarios y representan aproximadamente el área del codo. Comparando el tamaño de los fósiles con los de los huesos alares de las aves terrestres, se estimó que P. barbarulna eran tan grande como un faisán común, es decir de cerca de 35–40 centímetros de largo excluyendo la cola, y con una envergadura de quizás 80 cm o algo menos. Puede haber tenido un peso de 500 gramos a 1 kilogramo.
En la descripción original de los fósiles se consideró que no eran claras sus afinidades exactas, más allá de ser un ave ornitotoracina. Agnolin y Varricchio (2012) reinterpretaron a Piksi barbarulna como un pterosaurio en vez de ser un ave, muy probablemente un miembro de la superfamilia Ornithocheiroidea.

## Ecología
El depósito en el que se hallaron los huesos era una arcilita de limo. Esta se formó con sedimentos depositados durante lo que parece haber sido una fase fría del Cretácico Superior: los niveles del mar del Mar de Niobrara eran aparentemente muy bajos para los estándares del Mesozoico, aunque esto puede deberse a los fuertes levantamientos tectónicos en el Cinturón de cabalgamiento Cordillerano. La localidad estaba en tierra firme, con la costa del Mar Niobraran distando unos 350 kilómetros.
Al juzgar por los datos faunísticos, estratigráficos y sedimentológicos, el ambiente era probablemente semihúmedo, posiblemente planicies de gramíneas y arbustos semiáridas estacionalmente en un clima tropical o subtropical. La arcilita aparentemente se formó de sedimentos de una pequeña [planicie de inundación, como de una laguna temporal.
Se ha encontrado una gran variedad faunística en este hábitat. Los terópodos eran abundantes, tales como Troodon del cual se han hallado nidos, tiranosáuridos y dromeosáuridos. Orodromeus era común también; sus rebaños deben haber migrado a los cuerpos de agua a beber o reproducirse, como sugiere el hallazgo conjunto de adultos, juveniles y crías. Pequeños mamíferos – marsupiales y multituberculados – aparecen también en el área, así como lagartos. La ausencia de cuerpos de agua permanentes se sugire por la presencia de esqueletos articulados de ranas y la carencia de peces y otros animales acuáticos.